# Скайлер (Небраска)
Скайлер (англ. Schuyler) — місто в США, в окрузі Колфакс штату Небраска. Населення — 6547 осіб (2020).

## Географія
Скайлер розташований за координатами 41°26′58″ пн. ш. 97°3′46″ зх. д. / 41.44944° пн. ш. 97.06278° зх. д. (41.449389, -97.062682).  За даними Бюро перепису населення США в 2010 році місто мало площу 6,92 км², з яких 6,69 км² — суходіл та 0,23 км² — водойми.

## Демографія
Згідно з переписом 2010 року, у місті мешкало 6211 особа в 1828 домогосподарствах у складі 1356 родин. Густота населення становила 898 осіб/км².  Було 1972 помешкання (285/км²).
Расовий склад населення:
| - 56,7 % — білих - 1,7 % — корінних американців - 1,3 % — чорних або афроамериканців - 0,2 % — азіатів - 37,0 % — осіб інших рас |

До двох чи більше рас належало 3,0 %. Частка іспаномовних становила 65,4 % від усіх жителів.
За віковим діапазоном населення розподілялося таким чином: 33,8 % — особи молодші 18 років, 56,5 % — особи у віці 18—64 років, 9,7 % — особи у віці 65 років та старші. Медіана віку мешканця становила 28,5 року. На 100 осіб жіночої статі у місті припадало 105,5 чоловіків;  на 100 жінок у віці від 18 років та старших — 102,3 чоловіків також старших 18 років.
Середній дохід на одне домашнє господарство  становив 54 219 доларів США (медіана — 47 500), а середній дохід на одну сім'ю — 60 393 долари (медіана — 50 211). Медіана доходів становила 35 783 долари для чоловіків та 27 857 доларів для жінок. За межею бідності перебувало 16,6 % осіб, у тому числі 21,0 % дітей у віці до 18 років та 9,6 % осіб у віці 65 років та старших.
Цивільне працевлаштоване населення становило 2819 осіб. Основні галузі зайнятості: виробництво — 47,5 %, освіта, охорона здоров'я та соціальна допомога — 9,3 %, роздрібна торгівля — 8,8 %.